# Stagno di Stangioni de su Sali
Lo stagno di Stangioni de su Sali è  una zona umida situata lungo la costa meridionale della Sardegna, nell'omonima località. Appartiene amministrativamente al comune di Domus de Maria.
In base alla direttiva comunitaria "Habitat" n. 92/43/CEE approvata dalla Commissione europea nel 1992 è  stato dichiarato sito di interesse comunitario e inserito nella rete Natura 2000, un sistema di aree dedicate alla conservazione della biodiversità, caratterizzate dalla presenza di habitat e specie faunistiche e floristiche di elevato interesse. Oltre allo stagno di Stangioni de su Sali il sito, univocamente individuato dal codice ITB042230, comprende anche i vicini stagni di Chia e di Campana.